# Carrie (kniha)
Carrie je první vydaný román amerického spisovatele Stephena Kinga z roku 1974. V České republice kniha vyšla poprvé v roce 1992 v překladu Ivana Němečka. Jedná se o tragédii s prvky sci-fi a horroru. Kniha se časem dočkala několika filmových zpracování.

## Děj románu
Hlavní hrdinka Carrie (Carrieta) Whiteová žije ve fiktivním mainském městě Chamberlain se svou matkou Margaret. Obě jsou silně věřící. Margaret dceru vychovává k naprosté askezi a jakýkoliv náznak vzdoru tvrdě trestá. Carriin otec Ralph rodinu brzy opustil a nedlouho poté zemřel při nehodě. Carrie chodí na střední školu Ewen Consolidated High, kde je terčem posměchu svých spolužaček, neboť se modlí před jídlem a nosí nemoderní oblečení. Veškeré její snahy začlenit se do kolektivu končí jen dalším posměchem. Carrie má již od malička telekinetické schopnosti. Ve třech letech po hádce s matkou dokázala na jejich dům přivolat déšť ledu a kamení. Poté její schopnost dočasně zmizela.
Kniha začíná incidentem v dívčích sprchách, kde 16letá Carrie po hodině tělocviku dostává svou první menstruaci. Margaret jí o periodě nikdy neřekla a proto si Carrie myslí, že vykrvácí. Ostatní dívky se jí posmívají a hází po ní vložky a tampóny. Carrie zachraňuje až tělocvikářka, slečna Desjardinová. Během této události praskne ve sprchách žárovka a převrátí se stojan na softballové pálky. Carrie dostává týden volna. Doma si uvědomuje své telekinetické schopnosti a začíná se postupně zdokonalovat v jejich používání, až je schopna pouhou myšlenkou přemisťovat větší věci. Dívky, které se své spolužačce smály, jsou potrestány týdnem poškolních tréninků s učitelkou Desjardinovou. Nejproblémovější z nich, Chris Hargensenová, trest odmítá absolvovat a tak dostává zákaz vstupu na nadcházející maturitní ples. Ze zákazu viní přímo Carrie a chce se jí pomstít.
Carriina spolužačka Sue Snellová se také zúčastnila útoku ve sprchách. Svého činu však lituje a aby ho odčinila, přemlouvá svého přítele Tommyho Rosse, aby vzal Carrie na ples místo ní. Carrie je přesvědčená, že jde o další krutý žert. Tommy je nejoblíbenějším chlapcem na škole zatímco ona nejméně oblíbenou dívkou. Tommy však myslí svoje pozvání vážně a Carrie nakonec souhlasí. Bez vědomí matky si obstarává drahou červenou látku (symbol hříchu) ze které si vyrábí krásné šaty. Chris se mezitím dozvídá o Carriině účasti na plesu. Se svým přítelem Billym plánuje její naprosté znemožnění. Manipuluje hlasování za krále a královnu plesu tak, aby vyhráli právě Carrie s Tommym. Billy se svými přáteli v noci na nedaleké farmě podřezává dvě prasata a jejich krev zachytává do kádí. Ty potom upevňuje na kladky nad místo, kde mají stát trůny pro krále a královnu plesu. Když se Margaret dozvídá o Carrině plánu jít s Tommym na ples, dostává hysterický záchvat a chce Carrie potrestat. Ta však využívá své telekinetické schopnosti a matku snadno přemáhá.
Tommy je v šoku z Cariiny proměny. V plesových šatech vypadá krásně a jemu se dokonce začíná líbit. I ostatní návštěvníci plesu jsou z její proměny zaraženi. Nešetří komplimenty a Carrie se postupně čím dál více osměluje a snad poprvé v životě se cítí opravdu dobře. Dokonce to vypadá, že si konečně najde nějaké přátele. První kolo volby dopadá nerozhodně mezi Carrie s Tommym a jiným párem. Carrie se stydí a nechce vyhrát. Tommy přesto v druhém kole hlasuje právě pro ně, čímž nevědomky pečetí osud celého města. Carrie a Tommy vyhrávají právě o jeho hlas a usedají na trůny na pódiu. Hymna školy je signálem pro Chris, která v zákulisí tahá za lano spojené s nádobami s krví a okamžitě utíká pryč. Prasečí krev polévá Carrie, zatímco je Tommy zasažen do hlavy a upadá do bezvědomí. Po prvotním překvapení propuká mezi diváky hysterický smích. Carrie se snaží utéct, ale někdo jí podkopává nohy. V tu chvíli se v ní opět probouzejí telekinetické schopnosti. Slečna Desjardinová jí chce pomoct. Carrie však dokáže číst její mysl a ví, co si o ní myslí. Tváří se empaticky, ale přitom se v duchu směje s ostatními. Carrie nechává Desjardinovou narazit do sloupu a ze sálu rychle utíká ven. Tam zakopává podruhé.
Když leží bezmocně na trávníku a pozoruje hvězdy nad sebou, dochází jí, že ovládá sílu, díky které se může pomstít každému, kdo jí ublížil. Blokuje všechny východy ze sálu a spouští hasicí systém. Několik lidí utíká neblokovaným vchodem těsně před tím, než od nástrojů hudební skupiny dochází ke zkratu, který zabíjí několik lidí a zapaluje kulisy. Škola je během několika okamžiků v plamenech a na místě umírá 68 lidí včetně Tommyho. Carrie se vydává směrem k domovu za svou matkou. Cestou nechává vytékat benzín na dvou čerpacích stanicích, což vede k několika ničivým výbuchům a požáru mnoha budov. Přijíždějí hasiči, ale nemají čím hasit. Carrie zničila hydranty. Na místo se sbíhají zvědavci ze širokého okolí. Carrie nechává na jejich hlavy padat dráty vysokého napětí. Margaret na Carrie čeká doma s kuchyňským nožem ukrytým ve svých šatech. Je přesvědčená o tom, že Carrie je posednutá a musí jí zabít. Jakmile Carrie vchází do domu, přiznává jí matka, že jí Ralph před 16 lety znásilnil v motorestu a jí se to líbilo. Carrie chtěla dvakrát zabít, protože je plodem jejího hříchu a její nadpřirozené schopnosti pocházejí od ďábla. Poté Carrie bodá nožem a ta vzápětí nechává zastavit matčino srdce. Poté se smrtelně zraněná vydává na poslední část své cesty.
Telepaticky do okolí vysílá zprávu o tom, kdo je, kde je a co udělala. Tu zachytává i Sue, která trávila večer doma. Dochází jí, že je její přítel Tommy mrtvý a že se děje něco hrozného, co má na svědomí právě Carrie. Vydává se jí najít, i když ví, že jí to může stát život. Po krátké modlitbě v kostele se slábnoucí Carrie vydává k motorestu, kde byla kdysi počata. Tam se shodou okolností skrývají i Chris a Billy. Když se od svého známého dozvídají, co se děje, chtějí ujet z města pryč. Na parkovišti narážejí na Carrie, kterou se Billy pokouší srazit. Carrie však z posledních sil navede jejich auto na zeď a oba tak zabíjí. Krátce na to kvůli ztrátě krve sama kolabuje. V tu chvíli jí nalézá Sue. Carrie už nereaguje, ale dokáže s ní komunikovat telepaticky. Obviňuje Sue z toho, že na ní celou věc přichystala ona. Sue nechává Carrie nahlédnout do své mysli a ta poznává, že neměla špatné úmysly a že s Carrie soucítí. Poslední Carriiny myšlenky jsou věnovány matce, po které žádá odpuštění a chce se s ní znovu setkat. Krátce poté ztrácí vědomí a nedlouho na to umírá.
Několik týdnů po katastrofě činí bilance neštěstí 440 obětí a 18 lidí se stále pohřešuje. Z Chamberlainu se stává město duchů. Původní obyvatelé ho hromadně opouštějí. Sue píše o celé události knihu a doufá, že jí peníze z prodeje umožní žít někde jinde. Slečna Desjardinová a ředitel školy cítí zodpovědnost za neposkytnutí pomoci Carrie a oba podávají svou rezignaci. Carrie je pochována v hrobě, který se stává terčem vandalů. Její pitva prokázala některé anomálie, vědci se však nedomnívají, že by se podobná katastrofa mohla opakovat. To vyvrací závěrečný rozhovor s matkou malé dívky, která také ovládá telekinezi.

## Struktura
Kniha Carrie je psána převážně z pohledu nezúčastněného pozorovatele. Její podstatnou část však tvoří úryvky z novin, záznamy vyšetřovací komise, výslechy svědků a úryvky z knihy Sue Snellové. Kniha také není dokonale lineární. Některé klíčové události jsou popsány opakovaně z různých pohledů.

## Filmové adaptace
- v roce 1976 byl natočen film Carrie americkým režisérem Brianem De Palmou se Sissy Spacek v hlavní roli.[1]
- v roce 2002 byl natočen TV film Carrie v režii Davida Carsona, v hlavní roli Angela Bettis.[2]
- v roce 2013 byl natočen film Carrie režisérkou Kimberly Peirce s Chloë Grace Moretz v hlavní roli.